# چتم هاوس

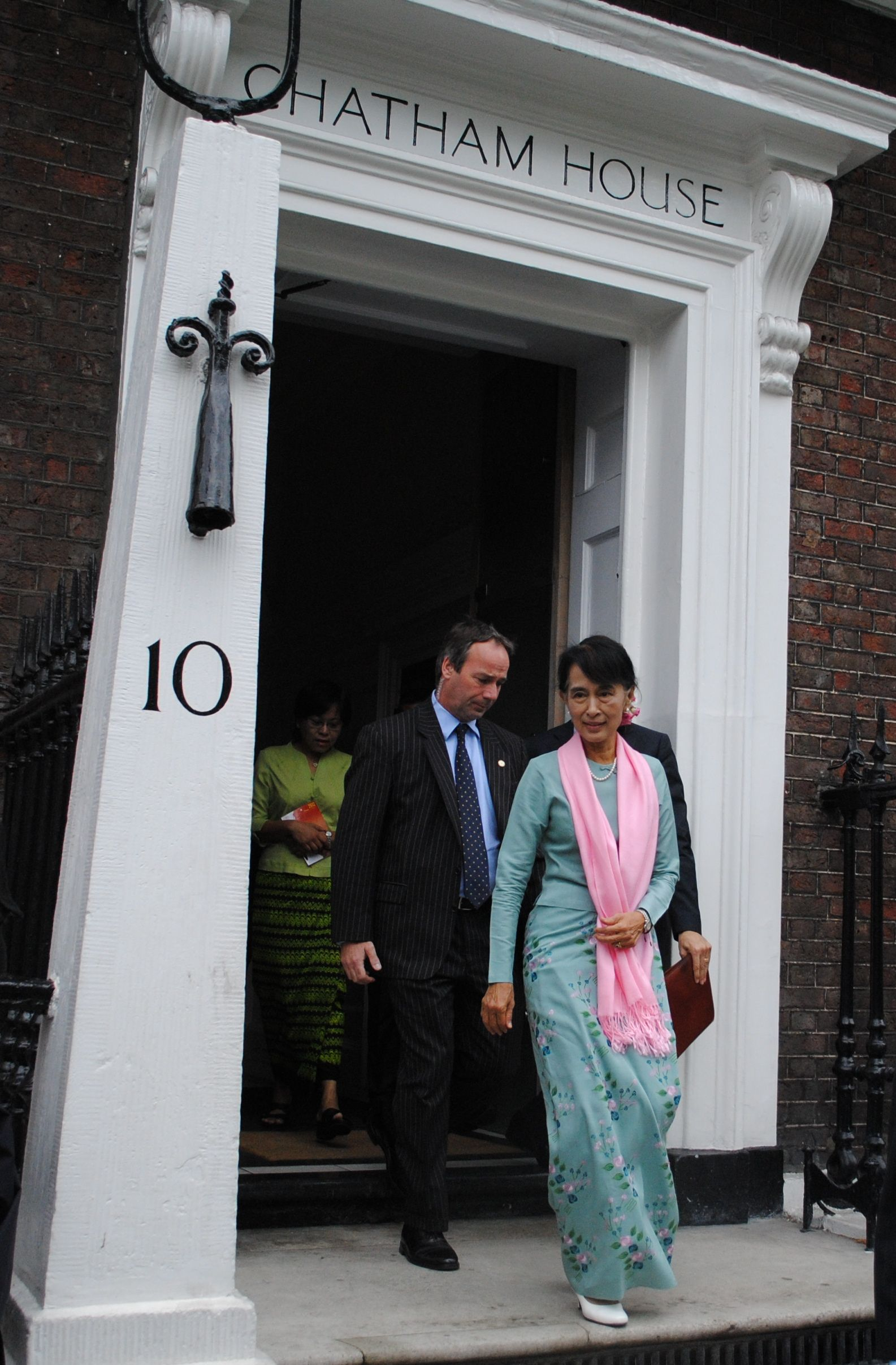
آنگ سان سو چی در حین خروج از چتم هاوس پس از سخنرانی پیرامون «مسئولیت سرمایه‌گذاری در میانمار» و دریافت جایزه چتم هاوس در ۲۲ ژوئن ۲۰۱۲ میلادی

چتم هاوس (به انگلیسی: Chatham House) که همچنین با نام مؤسسه سلطنتی روابط بین‌المللی (به انگلیسی: Royal Institute of International Affairs) نیز شناخته میشود، یک سازمان غیردولتی و مرکز پژوهشی در شهر لندن است که به تحلیل چالش‌های استراتژیک می‌پردازد. از چتم هاوس به عنوان اندیشکده سیاست خارجی کشور بریتانیا یاد می‌شود.
در گزارشی که در سال ۲۰۱۵ توسط دانشگاه پنسیلوانیا منتشر شد، چتم هاوس بعد از نهاد بروکینگز دومین اندیشکده پرنفوذ غیرآمریکایی در جهان نام گرفت و همچنین مجلهٔ فارین پالیسی در سال ۲۰۰۹ از چتم هاوس به عنوان مهم‌ترین اندیشکده غیرآمریکایی نام برد. پژوهش‌های اندیشکده چتم هاوس بر محورهای انرژی، محیط زیست، اقتصاد بین‌المللی، امنیت بین‌المللی، مطالعات منطقه و حقوق بین‌الملل می‌باشد که شامل برنامه‌های منطقه‌ای در آفریقا، آمریکا، آسیا و اروپا به خصوص اوراسیا، خاورمیانه، شمال آفریقا و روسیه است. چتم هاوس علاوه بر برنامه حقوق بین‌الملل، همچنین شامل مرکز امنیت بهداشت جهانی به سرپرستی دیوید هیمن است. این اندیشکده در زمینه‌های مختلف، آثار و مقالات فراوانی منتشر کرده‌است.

## تاریخچه
«چتم هاوس» که در ابتدا عنوان «مؤسسه سلطنتی امور بین‌الملل» را داشت در پنجم ژوئیه سال ۱۹۲۰ میلادی در لندن تأسیس شد که در سال ۲۰۰۴ میلادی، این نهاد به «چتم هاوس» که برگرفته از نام ساختمان مقر این مؤسسه در میدان سنت جیمز در لندن می‌باشد، تغییر یافت. این نهاد یک مؤسسه غیرانتفاعی با هدف تحلیل افزایش درک نسبت به موضوعات بین‌المللی و تحولات جاری می‌باشد.
تأسیس چتم هاوس به توافق نخبگان دو کشور بریتانیا و آمریکا پس از جنگ جهانی اول برای تأسیس مؤسسه امور بین‌المللی با دو شاخه بریتانیایی و آمریکایی، برمی‌گردد و ماحصل یک سری نشست‌های غیررسمی در سال ۱۹۱۹ میلادی در پاریس می‌باشد.

## جایزه چتم‌هاوس
این جایزه سالانه به شخص، اشخاص یا سازمان‌هایی اعطا می‌شود که اعضای چتم هاوس، آن‌ها را موثرترین افراد در بهبود روابط بین‌المللی تشخیص دهند.

### فهرست برندگان جایزه
| سال  | نام                                                                                                | کشور                      |
| ---- | -------------------------------------------------------------------------------------------------- | ------------------------- |
| ۲۰۰۵ | رئیس‌جمهور اوکراین، ویکتور یوشچنکو                                                                  | اوکراین                   |
| ۲۰۰۶ | رئیس‌جمهور موزامبیک، ژواکیم چیسانو                                                                  | موزامبیک                  |
| ۲۰۰۷ | موزا بنت ناصر، همسر امیر قطر                                                                       | قطر                       |
| ۲۰۰۸ | رئیس‌جمهور غنا، جان کوفور                                                                           | غنا                       |
| ۲۰۰۹ | رئیس‌جمهور برزیل، لوئیس ایناسیو لولا دا سیلوا                                                       | برزیل                     |
| ۲۰۱۰ | رئیس‌جمهور ترکیه، عبدالله گل                                                                        | ترکیه                     |
| ۲۰۱۱ | سیاستمدار و مدافع حقوق بشر میانمار، آنگ سان سو چی                                                  | میانمار                   |
| ۲۰۱۲ | رئیس‌جمهور تونس، منصف المرزوقی و رهبر اسلامگرایان تونس، راشد غنوشی                                  | تونس                      |
| ۲۰۱۳ | وزیر امور خارجه ایالات متحده آمریکا، هیلاری کلینتون                                                | ایالات متحده آمریکا       |
| ۲۰۱۴ | بنیانگذار و مدیر بنیاد بیل و ملیندا گیتس، ملیندا گیتس                                              | ایالات متحده آمریکا       |
| ۲۰۱۵ | پزشکان بدون مرز                                                                                    | سوئیس                     |
| ۲۰۱۶ | وزیر امور خارجه ایالات متحده آمریکا، جان کری و وزیر امور خارجه ایران، محمدجواد ظریف                | ایالات متحده آمریکا ایران |
| ۲۰۱۷ | رئیس‌جمهور کلمبیا، خوان مانوئل سانتوس                                                               | کلمبیا                    |
| ۲۰۱۸ | کمیته حفاظت از روزنامه‌نگاران                                                                       | ایالات متحده آمریکا       |
| ۲۰۱۹ | دیوید اتنبراو و جولیان هکتور                                                                       | بریتانیا                  |
| ۲۰۲۰ | قضات دادگاه مشروطه مالاوی، هیلی پوتانی، آیوی کامانگا، ردسون کاپیندو، دینگیسوایو مادیس و مایکل تمبو | مالاوی                    |